# Talsperre Puentes Viejas
Die Talsperre Puentes Viejas (spanisch Presa de Puentes Viejas) ist eine Talsperre mit Wasserkraftwerk in der Gemeinde Puentes Viejas, Autonome Gemeinschaft Madrid, Spanien. Sie staut den Lozoya zu einem Stausee auf. Die Talsperre dient der Trinkwasserversorgung und der Stromerzeugung. Mit ihrem Bau wurde 1913 begonnen; sie wurde 1939 (bzw. 1940) fertiggestellt. Sie ist im Besitz von Canal de Isabel II.

## Absperrbauwerk

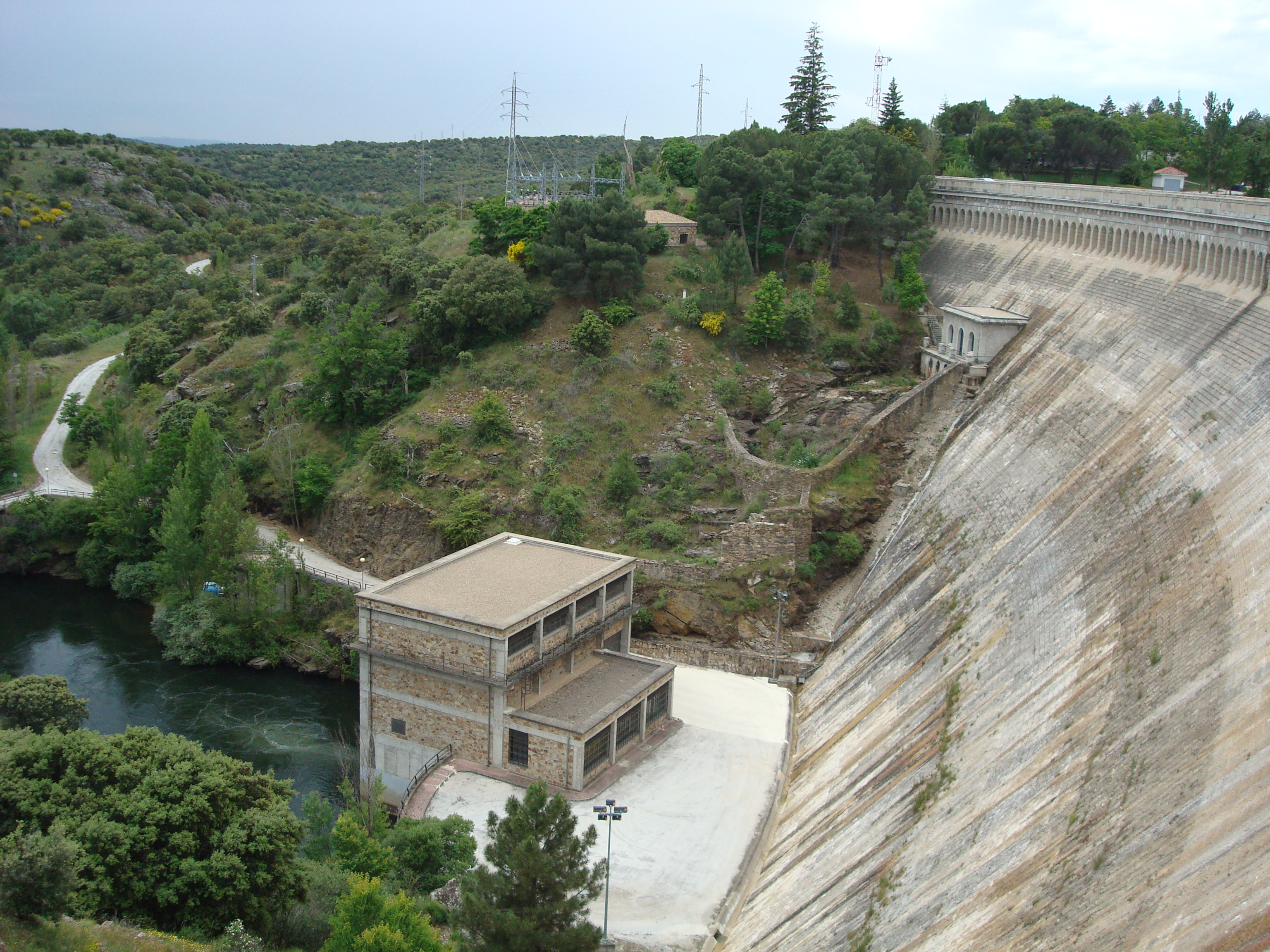

Das Absperrbauwerk ist eine Gewichtsstaumauer aus Beton mit einer Höhe von 66 (bzw. 66,2) m über der Gründungssohle. Die Breite der Staumauer beträgt an der Krone 5 m. Die Mauerkrone liegt auf einer Höhe von 955 m über dem Meeresspiegel. Die Länge der Mauerkrone beträgt 324 m. Das Volumen beträgt 144.600 m³.
Die Staumauer verfügt sowohl über einen Grundablass als auch über eine Hochwasserentlastung. Über den Grundablass können maximal 176 (bzw. 295) m³/s abgeleitet werden, über die Hochwasserentlastung maximal 264 (bzw. 265) m³/s. Das Bemessungshochwasser liegt bei 400 m³/s. Die Hochwasserentlastung befindet sich auf der linken Flussseite.
Die Talsperre wurde in einer ersten Bauphase von 1913 bis 1925 bis zu einer Höhe von 43,5 m errichtet; zu diesem Zeitpunkt konnte sie 22 Mio. m³ Wasser speichern. In einem zweiten Bauabschnitt wurde sie dann von März 1932 bis 1936 auf die heutige Höhe erweitert, wobei die Bauarbeiten nach Ausbruch des Spanischen Bürgerkriegs unterbrochen wurden. Die abschließenden Arbeiten wurden nach Beendigung des Bürgerkriegs durchgeführt.

## Stausee
Beim normalen Stauziel von 950,5 (bzw. 951 oder 955) m erstreckt sich der Stausee über eine Fläche von rund 2,8 (bzw. 2,92) km² und fasst 49 (bzw. 53 oder 54) Mio. m³ Wasser; davon können 50 Mio. m³ genutzt werden.

## Kraftwerk
Das Kraftwerk wird von Hidráulica Santillana S.A.U. betrieben. Es wurde 1991 errichtet; seine installierte Leistung beträgt 8 MW. Die Jahreserzeugung schwankt; sie betrug im Jahr 2005 4,69 Mio. kWh und im Jahr 1996 30,39 Mio. kWh.
Die Francis-Turbine mit vertikaler Welle leistet maximal 8 MW und der zugehörige Generator 9 MVA. Die Nennspannung des Generators beträgt 6 kV. Die Nenndrehzahl der Turbine liegt bei 375 Umdrehungen pro Minute. Die Fallhöhe beträgt 44 m. Der Durchfluss liegt bei 18 m³/s.